# Ampenaj

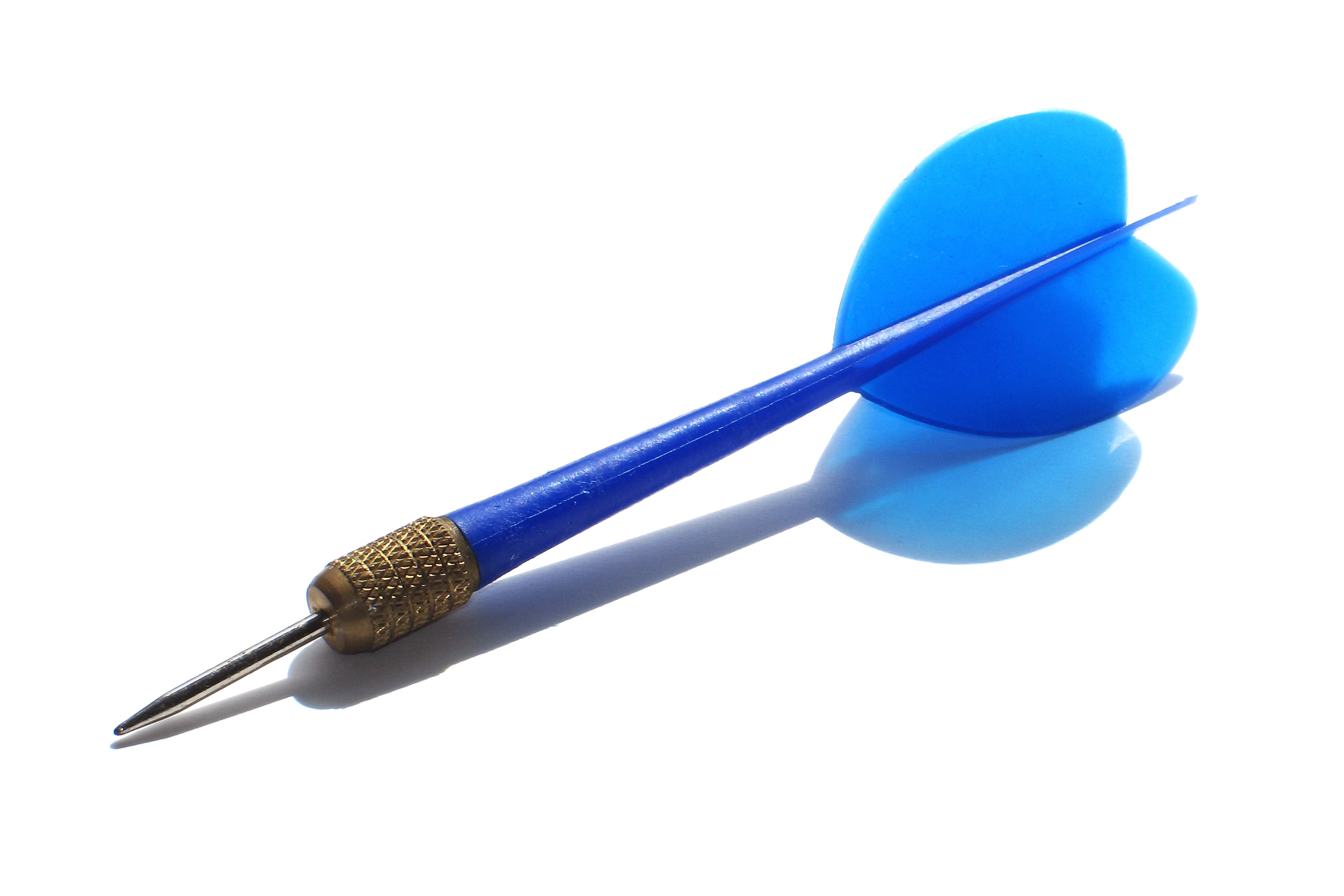
Săgeată cu ampenaj

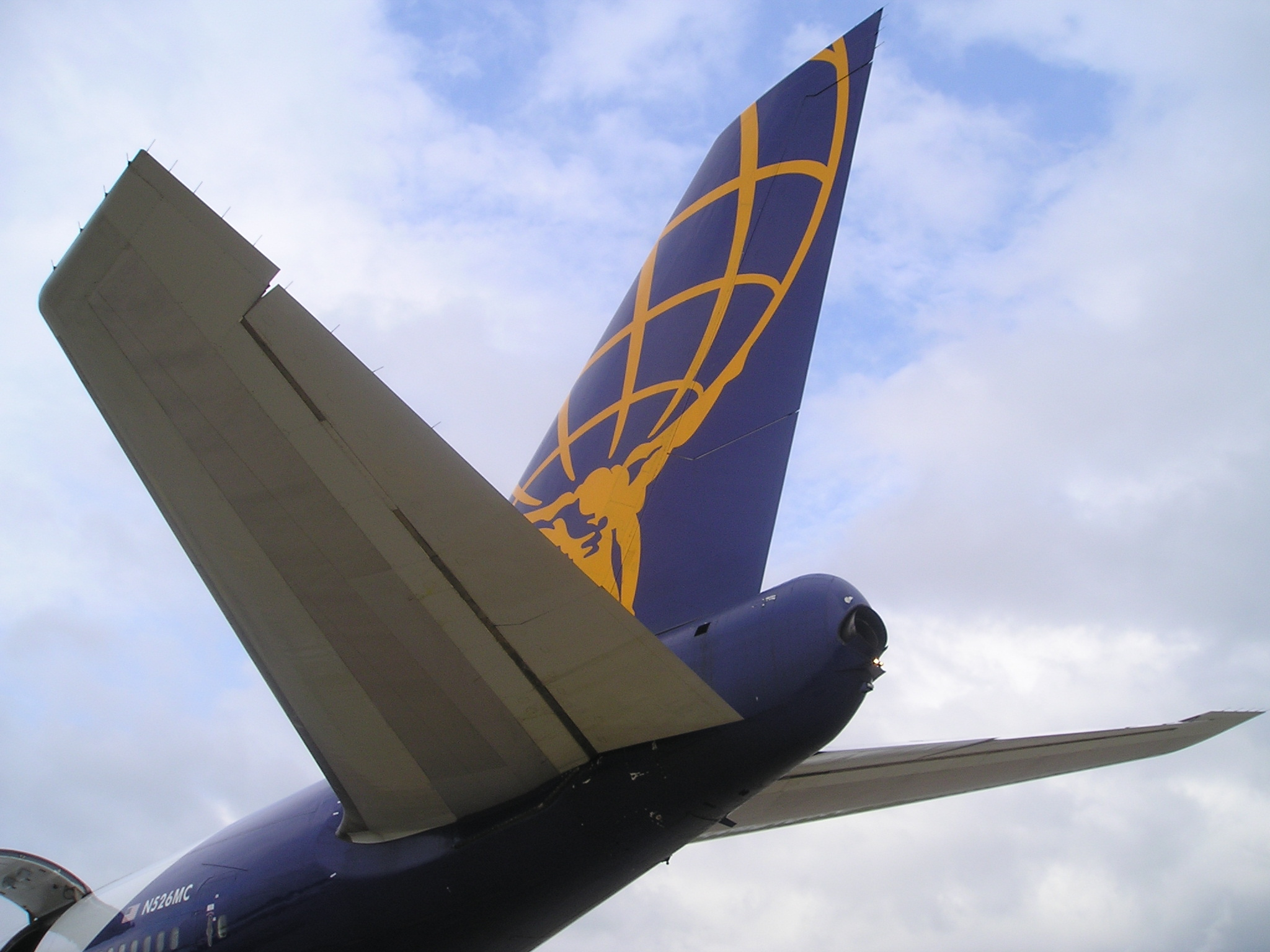
Ampenajul unui Boeing 747-200

Ampenajul este o structură din partea din spate al unui avion, care asigură stabilitatea lui în zbor într-un mod similar cu cel în care penele din coada săgeților stabilizau zborul acestora. Termenul provine din limba franceză unde cuvântul empenner însemnă "a împăna o săgeată". În nod obișnuit ampenajele avioanelor sunt formate din suprafețe de stabilizare a zborului în tangaj și girație, și suprafețele corespunzătoare de comandă a zborului.
Fără astfel de suprafețe, construcțiile din perioada de pionierat a aviației erau instabile. Chiar și construcțiile actuale de avioane fără coadă  (en) au suprafețele de comandă verticale (deriva și direcția), cele care nu au deloc ampenaje, cum ar fi Northrop B-2, sunt foarte rare.

## Structură
Ampenajul este întreaga structură din partea din spate al avionului, incluzând ampenajul vertical, cel orizontal și bucata de fuzelaj de care sunt prinse acestea. La un avion de linie asta înseamnă toate elementele din spatele peretelui cabinei presurizate. Suprafețele care stabilizează avionul după axa de tangaj formează ampenajul orizontal, iar cele care stabilizează avionul după axa de girație formează ampenajul vertical.
La avioanele subsonice ampenajul orizontal este format din două suprafețe: spre bordul de atac o parte fixă, stabilizatorul (en), iar spre bordul de fugă de una mobilă, profundorul, articulată de stabilizator. Profundorul determină asieta avionului, respectiv cabrajul sau picajul său. La unele avioane, în special cele supersonice, întregul ampenaj orizontal este mobil.
Ampenajul vertical este format și el din două suprafețe: spre bordul de atac o parte fixă, deriva (en), iar spre bordul de fugă de una mobilă, direcția (en), articulată de derivă. Acesta. împreună cu eleroanele se folosesc pentru ca avionul să execute un viraj corect.
Există și avioane la care întregul ampenaj este articulat față de fuzelaj, după axele orizontală și verticală.
În ampenaj sunt plasate de obicei înregistratoarele de zbor și radiobalizele (ELT) deoarece în partea din spate a avioanelor sunt mai bine protejate în caz de accident.

## Ampenaje clasice
Ampenajele clasice se pot realiza în diferite configurații.

### Ampenaje orizontale
Acestea se pot clasifica după:
- numărul lor: de la 0 (la avioanele canard sau aripile zburătoare  (en)) până la 3 (la Roe I Triplane (en));
- amplasarea lor: montate în partea de sus, mijloc sau de jos a fuzelajului, sau pe lonjeronul dintre derivele duble;
- formate dintr-o parte fixă și una mobilă (cazul obișnuit la avioanele subsonice) sau complet mobile[7] (de exemplu la (F-16).

Unele configurații au nume proprii:
- Ampenaj cruciform (en), în care ampenajul orizontal este amplasat la mijlocul ampenajului vertical, având un aspect de cruce. Această configurație se folosește pentru scoaterea ampenajului orizontal din curentul de aer produs de motoare, evitându-se în același timp dezavantajele ampenajului în T (exemple: Hawker Sea Hawk, Douglas A-4 Skyhawk).
- Ampenaj în T (en), în care în care ampenajul orizontal este amplasat la capătul ampenajului vertical, având un aspect de T. Și această configurație se folosește pentru scoaterea ampenajului orizontal din curentul de aer produs de motoare, în special la turboreactoarele cu motoarele plasate în spate. Ampenajul în T asigură o bună finețe (en) și este mai eficient la viteze mici. Totuși, avioanele cu ampenajul în T sunt mai greu de recuperat în cazul angajării (en). Ampenajele în T trebuie să fie mai solide, prin urmare mai grele decât cele convenționale. De asemenea, ele au o amprentă radar (en) mai mare (exemple: Gloster Javelin, Boeing 727, McDonnell Douglas DC-9)

Diferite tipuri de ampenaje orizontale
Clasic
Cruciform
În T
Complet mobil

### Ampenaje verticale
Acestea se pot clasifica după:
- numărul lor: uzual unul sau două;
- amplasarea lor: pe fuzelaj (deasupra sau dedesubt), pe fuzelajul dublu, pe aripi sau pe stabilizatorul orizontal (cele duble sau triple):

Ampenajul cu derivă dublă (en), numit și ampenaj în H are două derive situate la capătul stabilizatorului. Soluția se folosește când este necesară scoaterea derivei din zona centrală, de exemplu la bombardierele echipate cu turele dorsale care trag înapoi (exemple: Avro Lancaster, B-25 Mitchell) sau avioane care pot transporta încărcături deasupra fuzelajului (exemplu: Antonov An-225).
Dubla derivă se folosește și la diferite configurații ale avioanelor (exemple: P-38 Lightning, de Havilland Vampire, Sadler Vampire, Edgley Optica) și chiar la configurații fără coadă, unde sunt montate pe aripi (exemplu F7U Cutlass) sau la capătul lor (exemple: Handley Page Manx, Rutan Long-EZ).

Diferite tipuri de ampenaje cu derive duble
Clasic
Pe grinzi longitudinale
Pe aripi

Există și configurații mai rare:
- fără ampenaj vertical (exemplu: McDonnell Douglas X-36), numite uneori incorect „fără coadă”;
- cu derive multiple (exemple: Lockheed Constellation (trei), Bellanca 14-13 (trei), Northrop Grumman E-2 Hawkeye (patru);
- cu ampenaj vertical ventral, plasat sub fuzelaj, adesea în combinație cu derivele convenționale (exemple: North American X-15, Dornier Do 335).

Diferite configurații de tipuri de ampenaje verticale
Derive triple
Ampenaj ventral

## Ampenaje neconvenționale

### Ampenaje în V și X
Ampenajul în V (en) și cel în X (en) sunt soluții alternative la ampenajele clasice. La acestea suprafețele sunt plasate diagonal, fiecare suprafață acționând atât asupra tangajului, cât și asupra girației. Efectul dorit se obține prin bracarea diferențiată a suprafețelor mobile. Bracarea în același sens acționează ca profundorul, iar bracarea în sens contrar acționează ca direcția ampenajelor clasice.

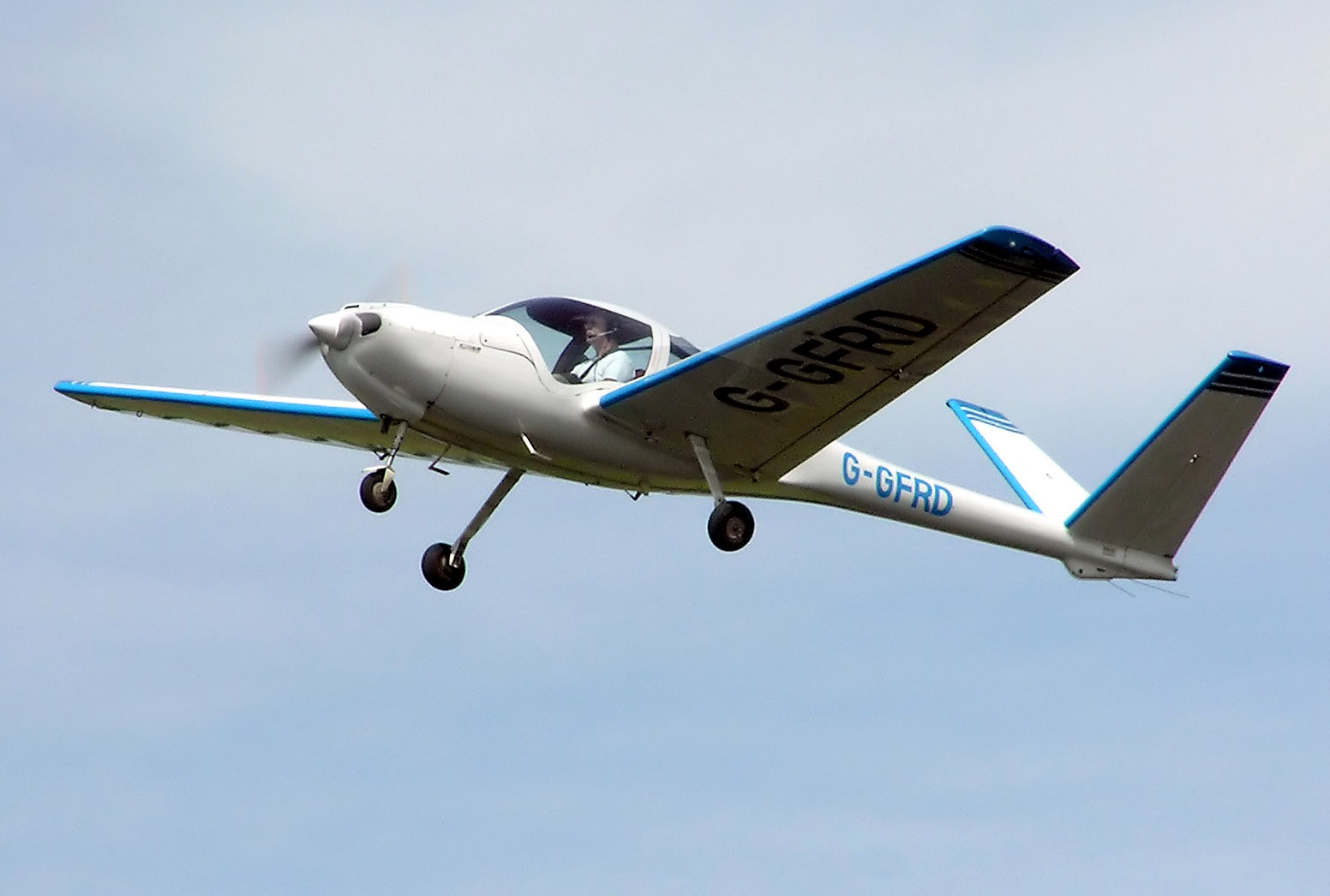
Ampenaj în V la Robin ATL

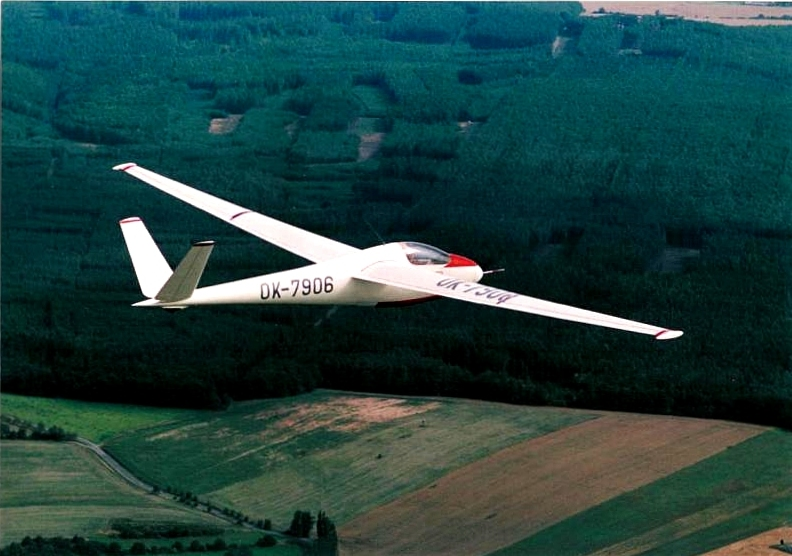
Ampenaj în V la planorul Antonov A-15

- Ampenajul în V a fost considerat o soluție mai simplă, mai ușoară, cu rezistență la înaintare mai mică și cu amprentă radar mai mică decât ampenajul clasic (exemple: Beechcraft Model 35 Bonanza, Davis DA-2, avionul de antrenament Fouga Magister, RPV-ul Northrop Grumman RQ-4 Global Hawk și nava X-37).
- Ampenajul în V inversat este întâlnit la Predator, Lazair și Mini-IMP.
- Ampenajul în X este întâlnit la Lockheed XFV și Convair XFY Pogo, la care suprafețele sunt întărite și prevăzute cu roți, astfel că avioanele se pot sprijini pe coadă și pot decola și ateriza vertical.
- Ampenajul pelican (en) este o variantă a ampenajului în V. A fost propus pentru Boeing X-32, dar a fost abandonat și nu a fost folosit niciodată. Avantajele sale sunt suprafețele mari și amprenta radar redusă.

Diferite tipuri de ampenaje neconvenționale
În V
În V inversat
În X

### Ampenaje cutie
Unele construcții din perioada de pionierat a aviației aveau ampenajele orizontale și verticale integrate într-o structură de tip cutie, inspirată din structura zmeelor de tip cutie (exemplu: Bristol Boxkite din 1910).

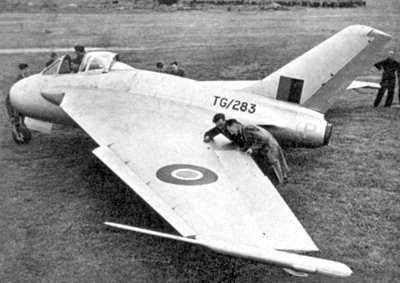
DH108 Swallow

### Avioane fără „coadă”
Avioanele fără „coadă” (en) nu au ampenajul orizontal, iar suprafețele de comandă ale asietei sunt plasate pe bordul de fugă al aripilor. La configurațiile canard  acestea formează o a doua pereche de aripi, mai mici, situate în fața aripilor principale. De obicei avioanele fără coadă au ampenajul vertical (exemplu: DH108 Swallow), dar există construcții și fără, ca aparatul experimental al NASA McDonnell Douglas X-36 sau bombardierul B-2.